# Aukra
Aukra is een gemeente in de Noorse provincie Møre og Romsdal. De gemeente telt 3547 inwoners (januari 2017). De gemeente ligt deels op het eiland Gossa en deels op het vasteland.

## Naam
De naam "Aukra", die uniek is in Noorwegen, komt waarschijnlijk van "Aukrin", een samenstelling van 'akr' (akker) en '(v)in' (made, grasland). Vanaf de 17de eeuw tot en met 1917 werd de naam fout geïnterpreteerd door de Denen en werd de naam geschreven met de uitgang -ø(e) ("Akerø" - Akkereiland).

## Economie en industrie
In 2006 werd de nieuwe gas-terminal, Ormen Lange, geopend in het Noordoosten van het eiland, het voormalige gehucht Nyhamna. In 2007 werd de pijpleiding in gang gezet.

## Bereikbaarheid
Vandaag verbindt een ferry de twee belangrijkste delen van de gemeente (het vastelandsdeel en het eiland Gossen). Vanuit Hollingen heeft deze ferry dagelijkse afvaarten in shuttle (om het halfuur). De overtocht duurt ongeveer 10 minuten. Aukra staat relatief duidelijk bewegwijzerd in de stad Molde in tegenstelling tot de buurgemeente Midsund (dat dezelfde richting uit is).

### Vaste verbinding
Er is echter een miljardenproject aan de gang, de zogenaamde "Møreaksen", om Gossen van een permanente en vaste verbinding via het buureiland Otrøy te voorzien. Het totaalpakket van het project beoogde initieel geen vastelandsoplossing voor de gemeente, aangezien het bedoeld was om de E39 om te leggen in een brug- en tunnelsysteem via de gemeente Midsund waardoor de ferryverbinding vanuit Molde naar Vestnes zou wegvallen. Tot dan gingen er decennialang stemmen op Aukra te verbinden met een tunnel onder het Julsund ongeveer op de lijn waar nu de ferry vaart. Omwille van de diepte van het Julsund, hing aan de praktische realiseerbaarheid een relatief duur prijskaartje vast, wat voor een gemeenschap van 2000 mensen niet zou lonen. Studies van Statens Vegvesen toonden later aan dat het verstandiger zou zijn de constructie van Møreaksen te benutten, omdat het Julsund in dat plan toch overbrugd of ondertunneld moest worden op amper 7 kilometer verder.
Eind 2011 sprak de gemeenteraad van Aukra zich uit over de kwestie of de gemeente zich zou aansluiten bij het project en of deze vaste verbinding een tunnel of een brug betrof; bij stemming opteerde de gemeenteraad voor een brug van Gossen naar Otrøya. Ondanks grootse aankondigingen en persbelangstellingen is er nog steeds geen zekerheid inzake de aanvang of de afwerking van de bouw.

## Plaatsen in de gemeente
- Aukrasanden
- Hjertvik
- Hollingen
- Horrem
- Falkhytten - administratief centrum
- Juvik
- Løvik
- Nyhamna
- Oterhals
- Riksfjord
- Rindarøy
- Røssøyvågen
- Skarshaugen
- Småge
- Sporsheim
- Sæter (Aukra)
- Sætervik (Aukra)

Ålesund · Aukra · Aure · Averøy ·  Fjord · Giske · Gjemnes · Haram · Hareid · Herøy · Hustadvika · Kristiansund ·  Molde · Ørsta · Rauma · Sande · Smøla · Stranda · Sula · Sunndal · Surnadal · Sykkylven · Tingvoll · Ulstein · Vanylven · Vestnes · Volda

Fylker van Noorwegen